# Neobisium lombardicum
Neobisium lombardicum es una especie de arácnido del orden Pseudoscorpionida de la familia Neobisiidae.
Presenta las subespecies:
- Neobisium lombardicum lombardicum
- Neobisium lombardicum martae

## Distribución geográfica
Se encuentra en Italia.